# シャルル・アレクサンドル・ルスール

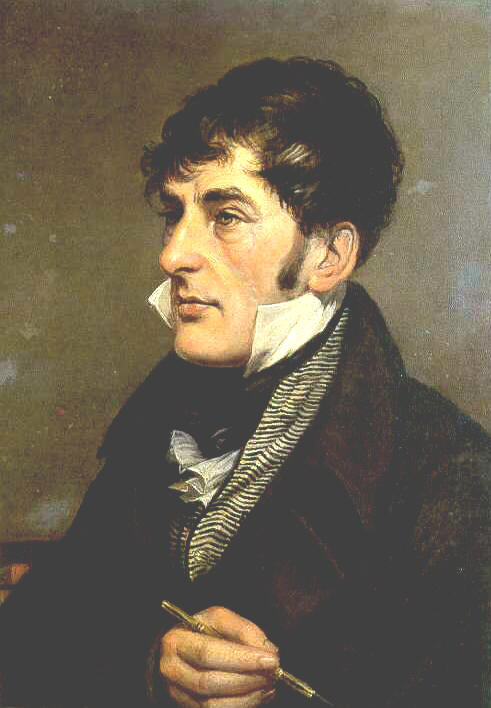
シャルル・アレクサンドル・ルスール

シャルル・アレクサンドル・ルスール（Charles Alexandre Lesueur、1778年1月1日 - 1846年12月12日）はフランスの博物学者、探検家、画家である。

## 略歴
セーヌ＝マリティーム県のル・アーヴルで役人の息子に生まれた。ル・アーヴルの学校で学んだ後、独学で自然科学や絵画を学んだ。1801年にニコラ・ボーダンが率いるオーストラリア沿岸の測地航海に船員として乗船するが、画家として技術が認められると科学者グループの助手となり、動物学者のフランソワ・ペロン（François Péron）と親しくなった。動物学者と参加していた、スタニスラス・ルヴィヤン（Stanislas Levillain）が1801年にティモールで病没し、ルネ・モージェ（René Maugé de Cely）が1802年にタスマニアで病没したので、ルスールが彼らの仕事を引継ぎ、この航海でペロンとともに100,000種以上の動物標本を収集し、この探検の科学的成功に貢献した。航海後パリでペロンとともに航海の成果を研究するが、ペロンは1810年に没し、航海で船長を務め航海の報告書を作成したルイ・ド・フレシネにルスールは重視されなくなった。
1815年にアメリカに渡り、フィラデルフィアに住んだ。ここでフィラデルフィア自然科学アカデミーの創立メンバーの一人となった。1826年から1837年の間は、ロバート・オウエンの共産主義的な生活と労働の共同体の実験が行われた、インディアナ州ニューハーモニーに住んだ。魚類や爬虫類の研究を行い、自然科学アカデミーの会報に多くの論文を執筆した。アメリカではリトグラフ技法のパイオニアの一人であった。
1825年から、彼はミシシッピ州を探検し、パリ自然史博物館に多くの標本を送った。1836年にフランスに戻り、ル・アーヴルに近いサンタドレセに住みたル・アーヴル地域の地質と古生物学の研究を始めた。1845年からル・アーヴルの自然史博物館の学芸員を務めた。
西オーストラリア州のルシュー国立公園（Lesueur National Park）は彼の名に因んで名づけられている。アマガエル科の動物の種、Litoria lesueuri や、イシヤモリ科の動物の種、Amalosia lesueurii 、（Oedura lesueurii のシノニム）、アガマ科の動物の種、Intellagama lesueurii （和名:ヒガシウォータードラゴン）などに献名されている。

## 動物画

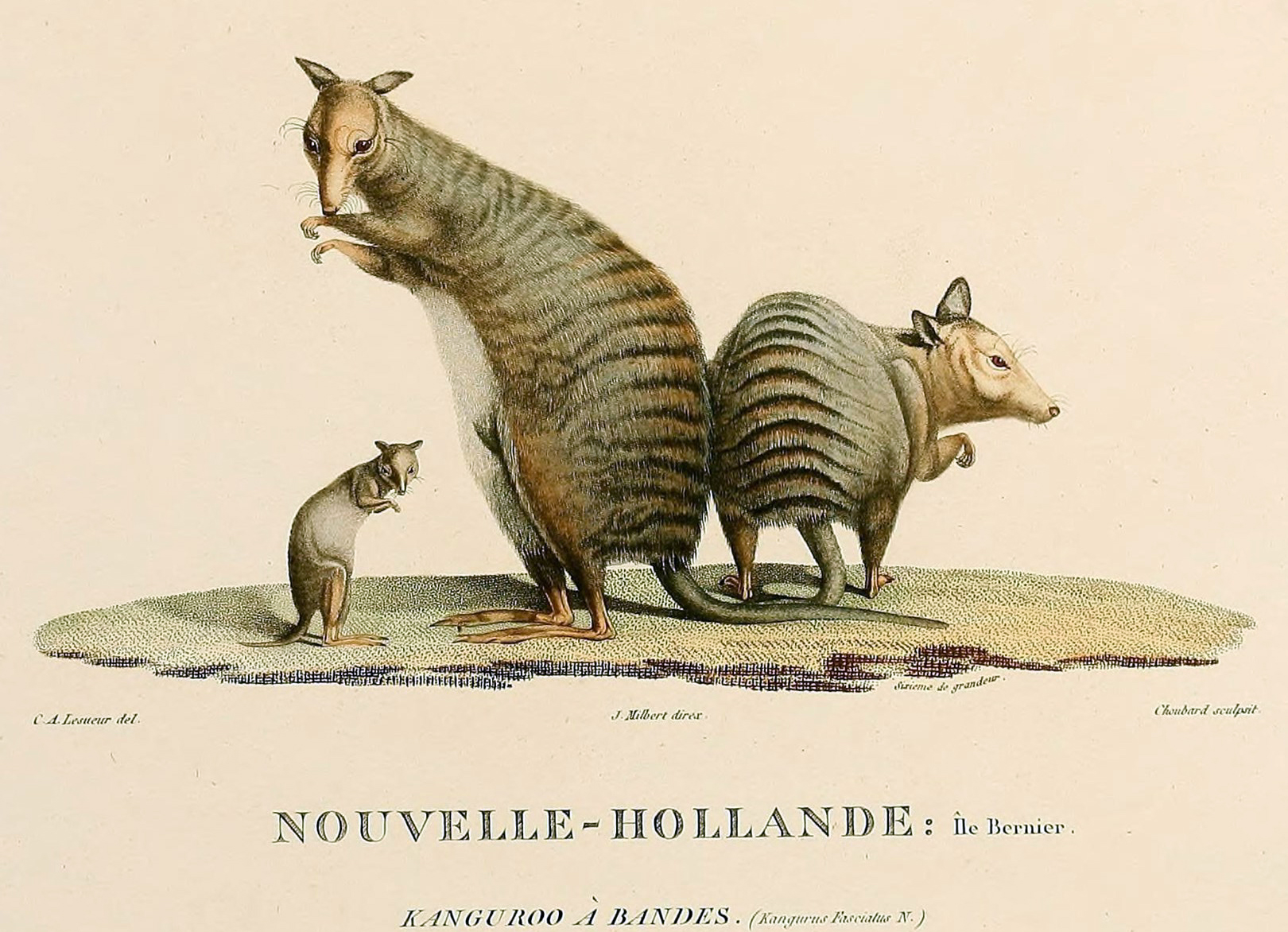
ワラビー
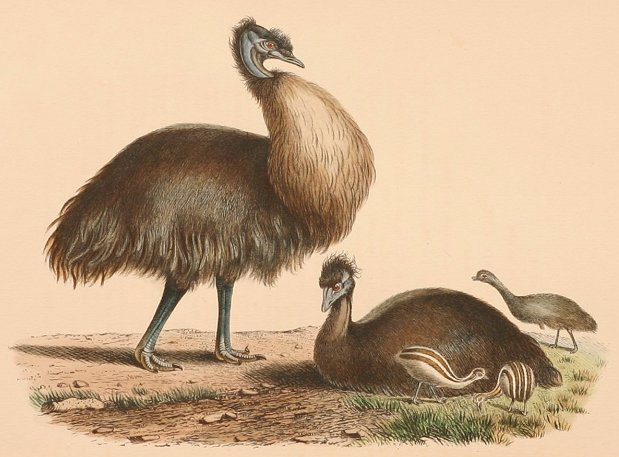
エミュー
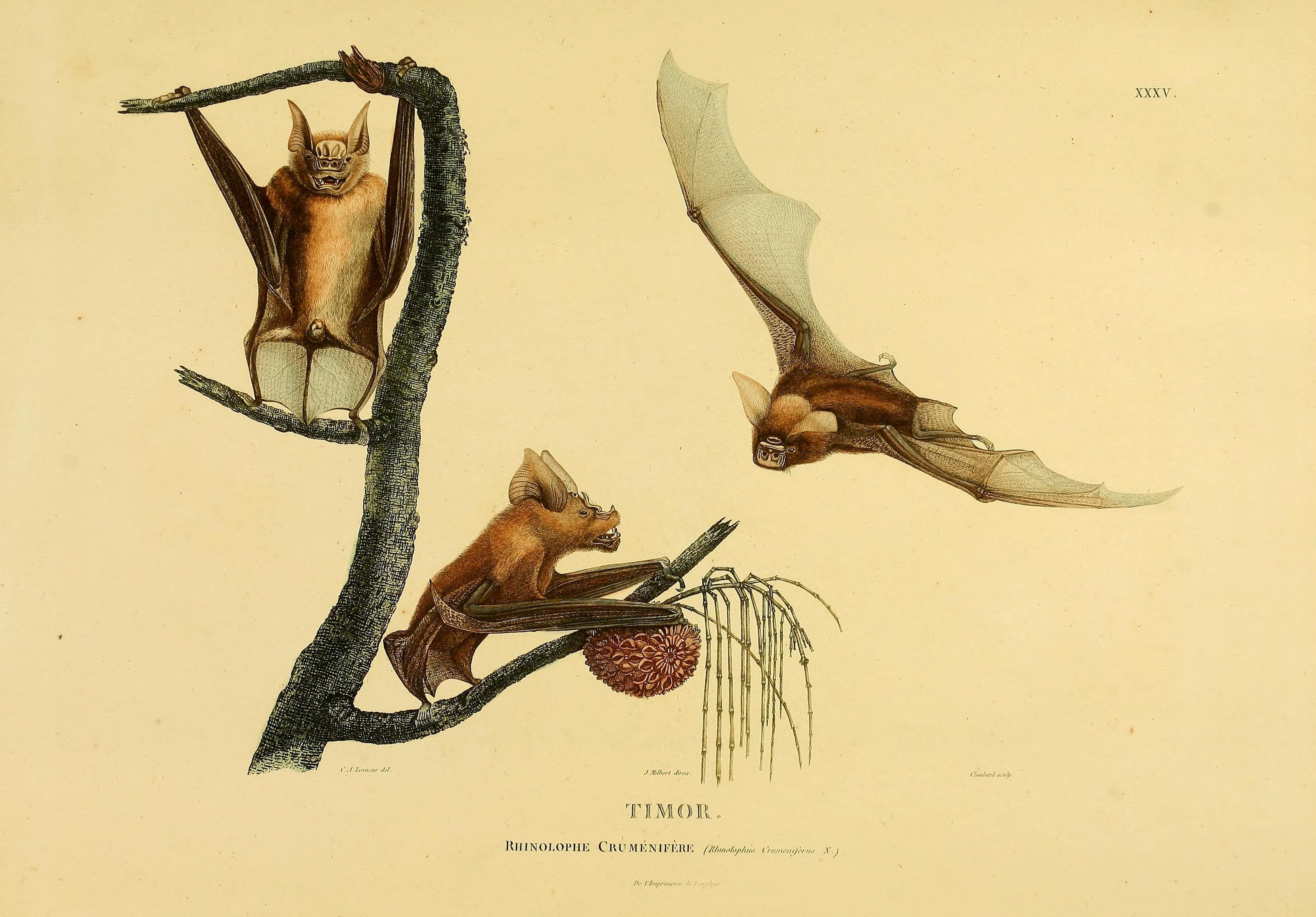
Hipposideros crumeniferus